# Todd Rundgren
Todd Harry Rundgren (Upper Darby, 22 giugno 1948) è un cantante, polistrumentista e produttore discografico statunitense.

## Biografia
Dopo aver pubblicato due LP con il gruppo garage-psichedelico dei Nazz, da lui stesso fondato a metà anni sessanta, ha iniziato nel 1970 la sua carriera solista. Nell'album d'esordio, Runt (Bearsville, 1970), realizzato praticamente in solitudine, si ha già un assaggio del suo eclettismo e della sua passione per la musica Soul (come si evince ad esempio in We Gotta Get You A Woman).
Dopo l'episodio minore, seppur di pregevole fattura Runt. The Ballad of Todd Rundgren (Bearsville, 1971), nel 1972 pubblica quello che è ritenuto generalmente il suo capolavoro, il trionfo del suo ego creativo: il doppio LP Something/Anything? (Bearsville, 1972). Le 25 canzoni dell'album testimoniano la genialità del polistrumentista e compositore, che fagocitando con disinvoltura ogni linguaggio musicale produce pezzi dalla perfezione cristallina.
Pop dal gusto retro', soul d'alta scuola, diavolerie elettroniche, travolgente hard rock, parentesi folk, blues sanguigno, nostalgie beat: Rundgren manifesta eccellenti capacità di scrittura in ogni ambito affrontato, registrando nella maggior parte dei brani le parti di ogni strumento e consegnando alla storia un album epocale per profondità di scrittura, varietà di umori e qualità realizzativa. I dischi successivi sono tutti di buon livello, a partire dal successivo A Wizard, A True Star (Bearsville, 1973).
Parallelamente all'attività solista, Rundgren porta avanti anche il progetto Utopia, band di genere progressive rock. Notevoli anche i suoi risultati come produttore discografico: da citare le storiche collaborazioni con The Band, New York Dolls, Grand Funk Railroad, Hall & Oates, Meat Loaf, The Tubes, Patti Smith, XTC, The Psychedelic Furs e Bad Religion.
Nel 2009 partecipa alla quarta serata del Festival di Sanremo accompagnando Patty Pravo nell'esecuzione del brano E io verrò un giorno là.
Nel 2021 è stato incluso nella Rock and Roll Hall of Fame di Cleveland

## Discografia

### Album in studio e dal vivo
- Runt (1970)
- Runt. The Ballad of Todd Rundgren (1971)
- Something/Anything? (1972)
- A Wizard, a True Star (1973)
- Todd (1974)
- Initiation (1975)
- Faithful (1976)
- Hermit of Mink Hollow (1978)
- Back to the Bars (1978)
- Healing (1981)
- The Ever Popular Tortured Artist Effect (1983)
- A Cappella (1985)
- Nearly Human (1989)
- 2nd Wind (1991)
- No World Order (1993)
- The Individualist (1995)
- With a Twist (1997)
- Up Against It (1998)
- One Long Year (2000)
- Liars (2004)
- Arena (2008)
- Todd Rundgren's Johnson (2010)
- (re)Production (2011)
- State (2013)
- Global (2015)
- Runddans (2015)
- White Knight (2017)
- State Theater New Jersey 2005 (Joe Jackson & Todd Rundgren, featuring Ethel) (2021)
- Space Force (album Todd Rundgren) (2022)